# XXXV век до н. э.
XXXV (три́дцать пя́тый) век до на́шей э́ры по пролептическому юлианскому календарю — век с 1 января 3500 года до н. э. по 31 декабря 3401 года до н. э. Это 6-й век 4-го тысячелетия до н. э. Ему предшествовал XXXVI век до н. э., за ним следовал XXXIV век до н. э. Закончился 5425 лет назад.
В Западной Европе наступил бронзовый век, который характеризовался значительными изменениями в области различных изобретений и орудий труда. В это время начала появляться протописьменность, что стало очередным шагом развития человека.

## События
- Пустыня Сахара начинает формироваться из полузасушливой саванны в период аридизации.
- С началом бронзового века «стратегическим металлом» становится олово.
- Разработаны египетские иероглифы в Египте (древнейшие зарегистрированные находки иероглифов в Абидосе датируются XXXV веком).
- XXXV веком датируется первое изображение арфы (на цилиндрической печати)
- К 3500—3400 гг. до н. э. относят средний период герзейской культуры додинастического Египта. Изобретение гвоздей

## Артефакты, датируемые XXXV веком
- Табличка из Киша — предположительно древнейший из найденных письменных документов[1]
- Гебелейнские мумии